# Francis Torond
Francis Torond (1743 - 12 juin 1812 Londres) est un dessinateur, miniaturiste et silhouettiste britannique du XVIIIe siècle.
Son père huguenot français émigra au Royaume-Uni pour cause de religion.
Il commence sa carrière comme portraitiste miniaturiste à Bath puis s’établit à Londres comme silhouettiste et connaît un succès si important qu’il emploie de nombreux assistants dans son studio du 18 Wells Street.
Il donne des cours de dessin et de peinture dans son école d’Oxford Street et publie aussi des gravures.
Il peignait à l’encre de chine sur carton et est surtout réputé pour les charmantes scènes de genre : vie de famille, conversation, etc., souvent agrémentées d’un décor à l'aquarelle.
L’écrivain anglais de livres pour enfants Desmond Coke (1879-1931), qui possédait une importante collection de silhouettes par Torond, a écrit The Art of Silhouette.
Francis Torond épousa le 12 juin 1750 à Saint-George Mayfair (Westminster), Elisabeth Picard et, le 11 juin 1769 à Saint-James (Westminster) en secondes noces, Ann Houltum.
De son premier mariage, il eut Charles Torond, né en 1780, artiste qui épousa le 26 août 1804 à Whitechapel-Church Elisabeth Mary Akers née le 18 juin 1786. Le couple eut Mary Torond (née le 12 juin 1815, baptisée à Islington parish church et morte le 3 mars 1875) qui épousa James Wildey, dessinateur et décorateur.